# Sheikh Fazilatunnesa Mujib
Sheikh Fazilatunnesa Mujib, née le 8 août 1930, à Tungipara et morte le 15 août 1975 à Dacca,, est l'épouse de Sheikh Mujibur Rahman, père fondateur et premier président du Bangladesh. Elle est assassinée avec son mari et ses trois fils.

## Jeunesse
Elle naît en 1930 à Tungipara, dans le district de Gopalganj, dans la présidence du Bengale, aux Indes britanniques. Son surnom était Renu. Son père et sa mère sont morts quand elle avait cinq ans. Elle était la cousine paternelle de son mari Sheikh Mujibur Rahman. Quand Begum Fazilatunnesa n'avait que trois ans et Sheikh Mujib 13 ans, leur mariage avait été fixé par les anciens de la famille. Renu n'avait que 8 ans lorsqu'elle a épousé son mari en 1938. Il y avait une différence de 10 ans entre eux. Cheikh Muzibur Rahman avait dix-huit ans au moment de leur mariage. Le couple a ensuite donné naissance à deux filles Sheikh Hasina et Sheikh Rehana, ainsi qu'à trois fils Sheikh Jamal, Sheikh Kamal et Sheikh Russel. Fazilatunnesa Mujib était assigné à résidence pendant la guerre de libération du Bangladesh jusqu'au 17 décembre 1971.

## Assassinat
Le 15 août 1975, un groupe d'officiers subalternes de l'armée attaque la résidence familiale de Mujibur avec des chars et assassine celui-ci, son épouse, les membres de sa famille et son personnel. Seules ses filles Sheikh Hasina Wajed et Sheikh Rehana, en visite en Allemagne de l'Ouest, y échappent. Parmi les autres personnes tuées figurent son fils Sheikh Russel, âgé de dix ans, ses deux autres fils Sheikh Kamal, Sheikh Jamal, ses belles-filles Sultana Kamal et Rosy Jamal, son frère Abdur Rab Serniabat et son beau frère Sheikh Abu Naser, son neveu Sheikh Fazlul Haque Mani et son épouse Arzoo Moni. Le coup d'État a été planifié par des membres de la Ligue Awami, mécontents de la politique menée et des officiers militaires, dont Khondaker Mostaq Ahmad, ancien confident de Mujibur qui devient son successeur immédiat. Lawrence Lifschultz (en) a allégué que la CIA était impliquée dans le coup d'État et l'assassinat, fondant son hypothèse sur les déclarations de l'ambassadeur américain de l'époque à Dhaka Eugene Booster.
Elle est inhumée au cimetière de Banani à Dacca.
La mort de Mujibur plonge le pays dans de nombreuses années de troubles politiques. Les dirigeants du coup d'État sont bientôt renversés et une série de contre-coups et d'assassinats politiques paralysent le pays. L'ordre est largement rétabli après qu'un coup d'État en 1977 donne le contrôle au chef de l'armée Ziaur Rahman. Se proclamant président en 1978, Ziaur Rahman signe une ordonnance accordant l'immunité de poursuites aux hommes qui ont comploté l'assassinat et le renversement de Mujibur.

## Héritage
Bangabandhu Memorial Trust en partenariat avec la chaîne d'hôpitaux malaisienne KPJ Healthcare a construit le Sheikh Fazilatunnesa Mujib Memorial KPJ Specialised Hospital and Nursing College en sa mémoire. L'hôpital a été inauguré par le Premier ministre bangladais Sheikh Hasina et le Premier ministre malaisien Najib Razak. Un dortoir de l'université d'Eden porte son nom. Sheikh Fazilatunnesa Mujib Hall est un dortoir pour femmes de l'université de Rajshahi. Le Govt. Sheikh Fazilatunnesa Mujib Mohila College (en) est situé à Tangail.